# Volker Trommsdorff
Volker Trommsdorff (* 18. Oktober 1943 in Höxter) ist ein deutscher Wirtschaftswissenschaftler. Trommsdorff war bis zu seiner Emeritierung ordentlicher Professor der Betriebswirtschaftslehre, insbesondere des Marketing, an der Technischen Universität Berlin.

## Leben und Wirken
Trommsdorff wurde 1943 geboren als Sohn des Mathematiklehrers und Geophysikers Fro Trommsdorff und seiner Ehefrau Irmgard geborene Eckert. Er studierte Wirtschaftsingenieurwesen an der TU Berlin (Abschluss als Diplom-Ingenieur 1969) und wurde 1974 an der Universität des Saarlandes zum Dr. rer. oec. promoviert. 1978 wurde der Wirtschaftsingenieur auf den neu eingerichteten Marketinglehrstuhl der TU Berlin berufen. Von 1983 bis 1998 war er Wissenschaftlicher Direktor der Forschungsstelle für den Handel am Institut für Betriebswirtschaft. Volker Trommsdorff war von 1984 bis 2001 Präsident der Deutschen Werbewissenschaftlichen Gesellschaft.
Die Schwerpunkte seiner Forschungen liegen in der Theorie des Konsumentenverhaltens sowie in den Bereichen des Innovationsmarketing und Internationales Marketing, darin insbesondere China. Sein Lehrbuch Konsumentenverhalten (Stuttgart 1989/7. Auflage 2007) zählt zu den Standardwerken des Faches.
Trommsdorff gründete mit Marc Drüner die Unternehmensberatung trommsdorff + drüner, seit 2016 eine Tochtergesellschaft von Reply.
Er ist Nachfahre der Apotheker Wilhelm Bernhard Trommsdorff (1738–1782) und Johann Bartholomäus Trommsdorff (1770–1837).

## Publikationen (Auswahl)

### Konsumentenverhalten
- Konsumentenverhalten. Stuttgart 1989; 7. Auflage ebenda 2008.
- Werbe-Pretests – Praxis und Erfolgsfaktoren. Hamburg 2003.

### Marktforschung
- Das Image des Saarlandes. 1972.
- Die Messung von Produktimages für das Marketing. Köln/Berlin/Bonn/München 1975.
- als Mitherausgeber: Innovatorische Marktforschung. Würzburg/Wien 1983.

### Handelsforschung
- als Hrsg.: Handelsforschung 1986 (und 21 Folgejahre). Ursprünglich Jahrbuch der Forschungsstelle für den Handel Berlin, zuletzt Stuttgart 2007.

### Internationales Marketing und Management
- Unternehmenstransformation in Osteuropa. Wiesbaden 1998.
- mit M. Binsack, M. Drüner und U. Koppelt: Erfolgreich kooperieren in Osteuropa. Köln 1995.
- Volker Trommsdorff: Ch. Schuchardt, T. Lesche: Erfahrungen Deutsch-Chinesischer Joint Ventures. Wiesbaden 1995.
- mit B. Wilpert: Deutsch-chinesische Joint Ventures – Wirtschaft – Recht – Kultur. Wiesbaden 1991; 2. Auflage 1994.
- als Hrsg. mit Wolfgang Lück: Internationalisierung der Unternehmung als Problem der Betriebswirtschaftslehre. Berlin/Bielefeld/München 1982.

### Innovationsmarketing
- mit F. Steinhof: Innovationsmarketing. München 2007.
- mit H.-G. Gemünden: Innovationskompass 2001 – Radikale Innovationen erfolgreich managen. Düsseldorf 2001.
- Fallstudien zum Innovationsmarketing. München 1995.
- als Hrsg. mit anderen: Innovative Marktforschung. 1982.